# Заречье (Холмский район)
Заречье — упразднённая деревня в Холмском районе Новгородской области России.

## География
Урочище находится в южной части Новгородской области, в зоне хвойно-широколиственных лесов, на левом берегу реки Сушни, на расстоянии примерно 22 километров (по прямой) к юго-востоку от города Холм, административного центра района. Абсолютная высота — 170 метров над уровнем моря.

### Климат
Климат района характеризуется как умеренно континентальный, с относительно мягкой продолжительной зимой и умеренно тёплым летом. Среднегодовая многолетняя температура воздуха составляет 4,4 °С. Средняя многолетняя температура самого холодного месяца (января) составляет −8,5 °С (абсолютный минимум — −48 °C); самого тёплого месяца (июля) — 17 — 17,5 °C (абсолютный максимум — 35 °C). Безморозный период длится около 130—135 дней. Среднегодовое количество атмосферных осадков — 700—800 мм, из которых большая часть выпадает в тёплый период. Снежный покров держится в течение 120—130 дней.

## История
В «Списке населенных мест Псковской губернии по сведениям 1872—1877 годов» населённый пункт упомянут как усадьба Кордюки Загорско-Ветошинской волости Холмского уезда, расположенная при речке Сушне, в 40 верстах от уездного города. В Кордюках насчитывалось 7 дворов и проживало 9 человек (4 мужчин и 5 женщин)
В советское время входила в состав Ельненского сельсовета. В 1964 году была переименована в Заречье. Упразднена решением облисполкома № 469 от 17 октября 1977 года.